# Schüpfen
Schüpfen es una comuna suiza del cantón de Berna, situada en el distrito administrativo del Seeland. Limita al norte con las comunas de Grossaffoltern y Rapperswil, al este con Münchenbuchsee y Diemerswil, al sur con Kirchlindach y Meikirch, y al oeste con Seedorf.
Hasta el 31 de diciembre de 2009 situada en el distrito de Aarberg. Formada por las localidades de: Allenwil, Bundkofen, Bütschwil, Saurenhorn, Schüpberg, Schwanden, Winterswil y Ziegelried.

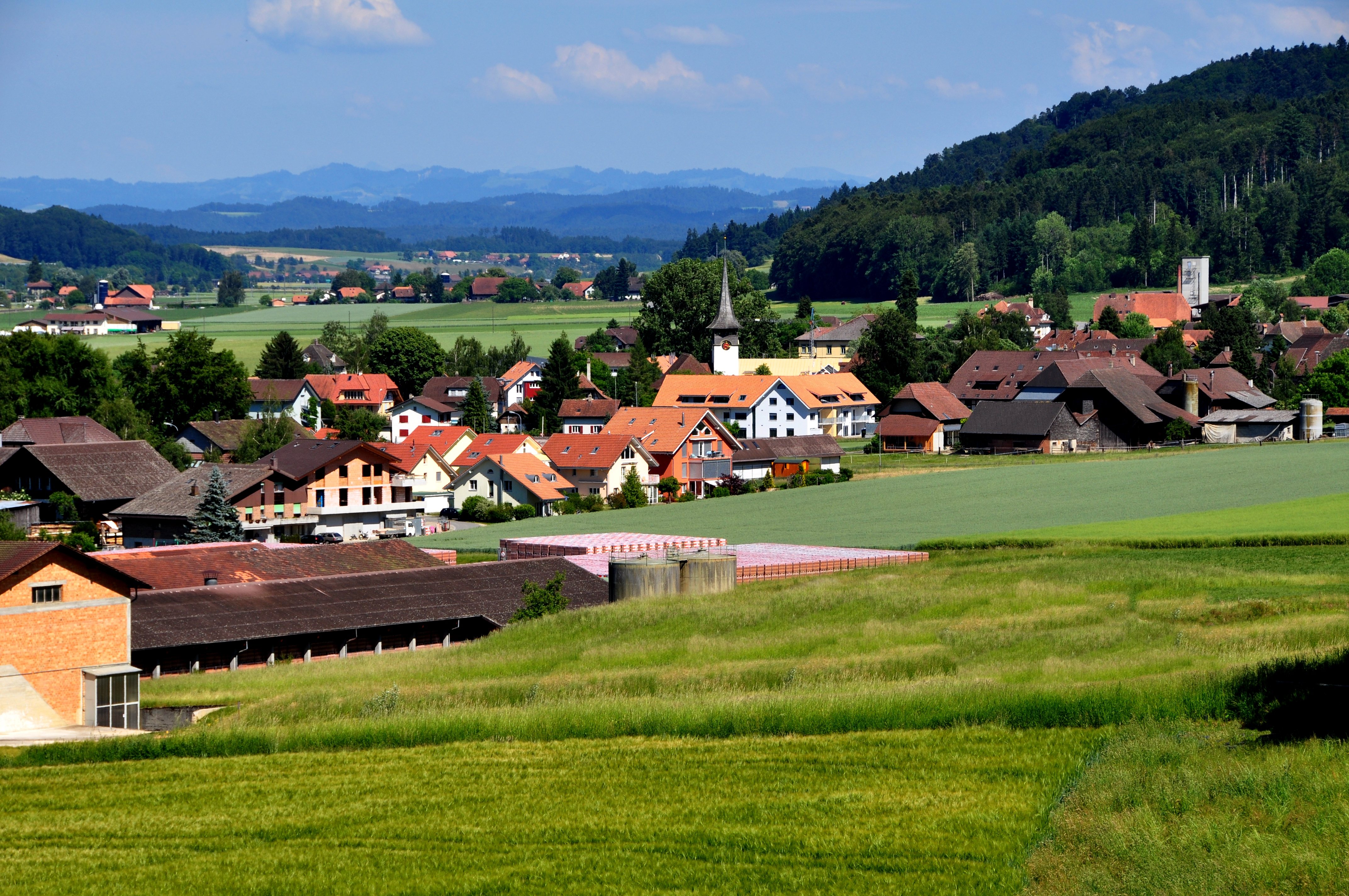
Schüpfen

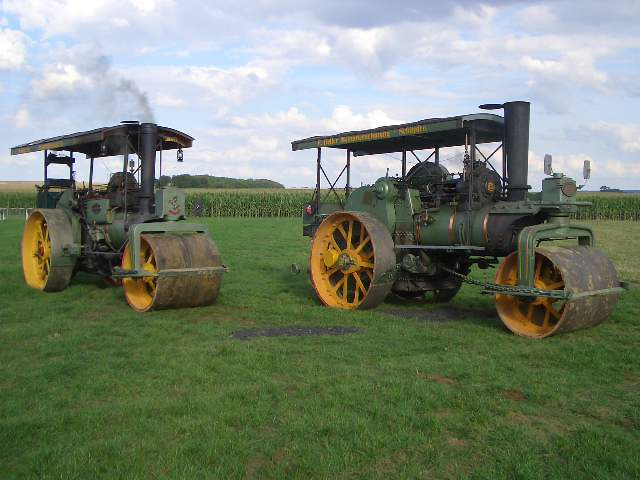
Tractores a vapor en Schüpfen.